# Tennessee walking horse

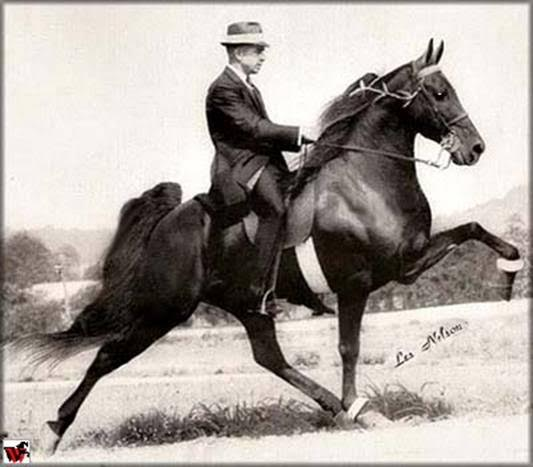
Gangenpaard

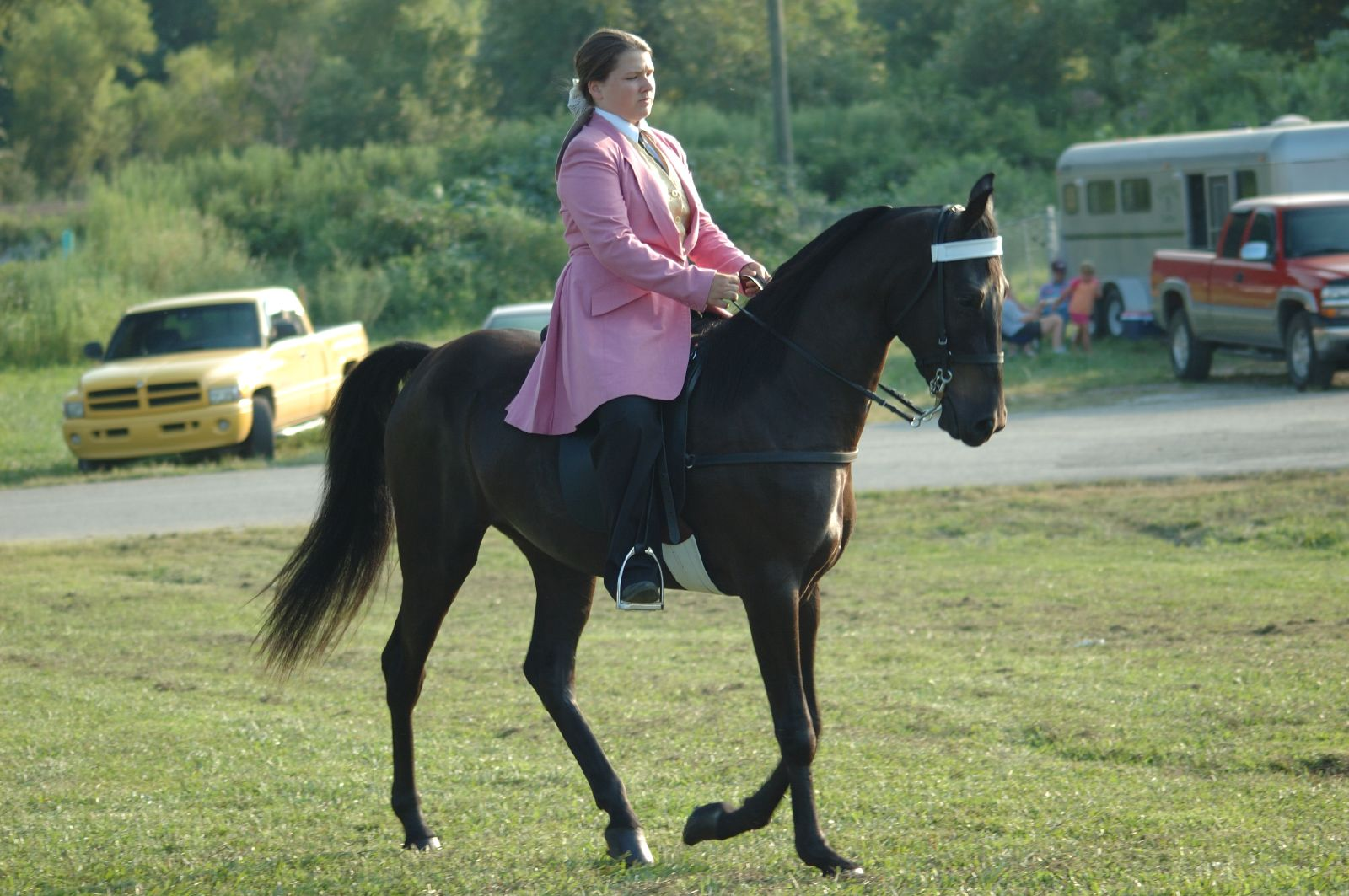
Tennessee walking horse

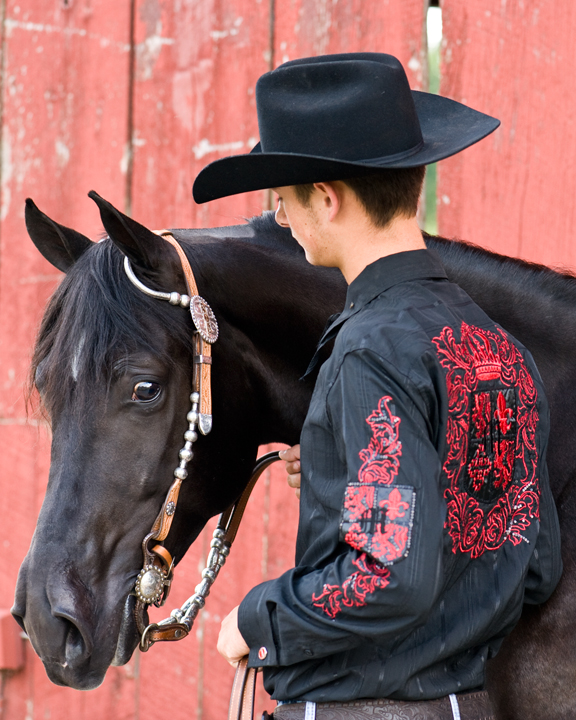
Twee keer reservekampioen

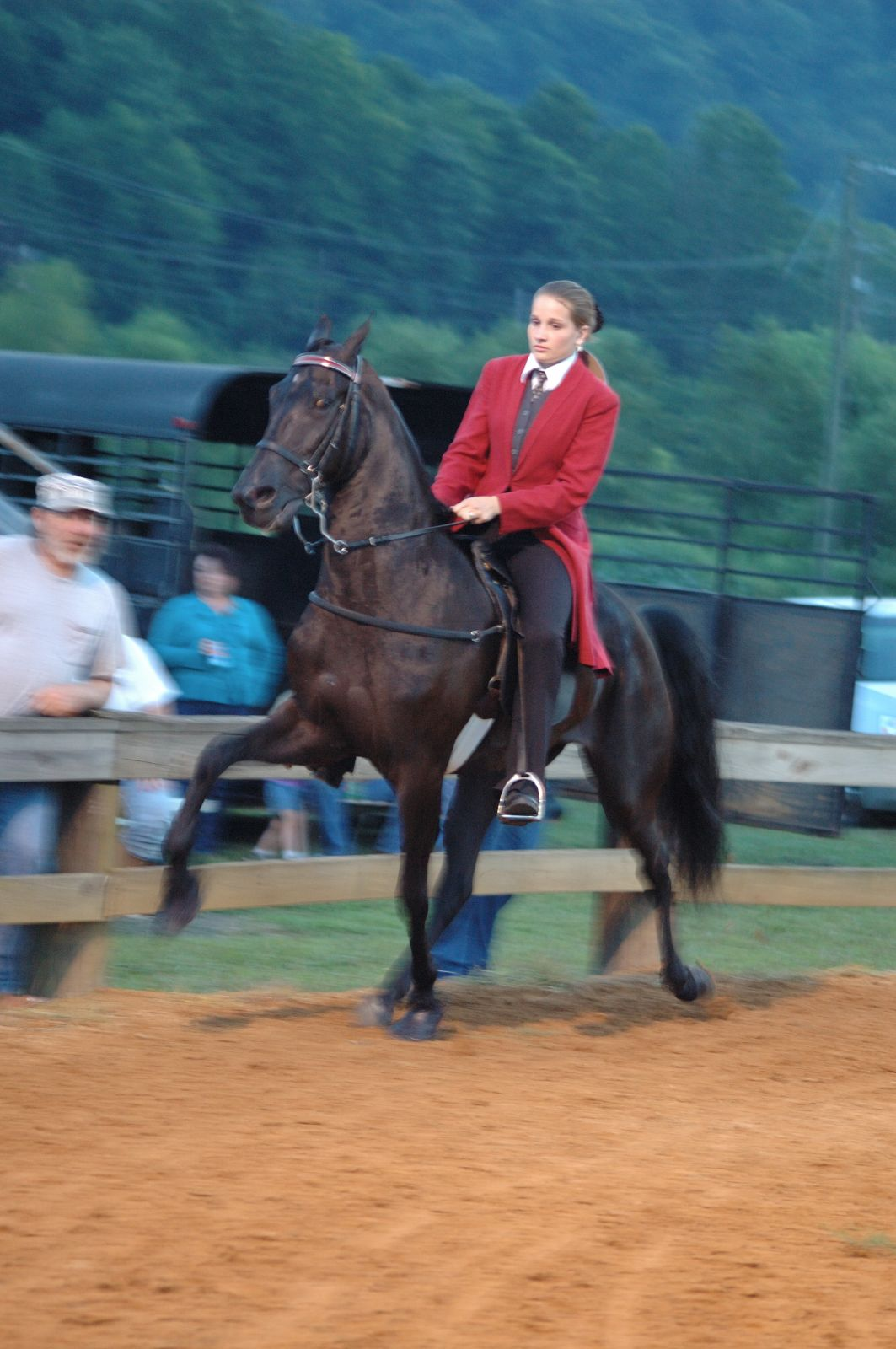
Running walk

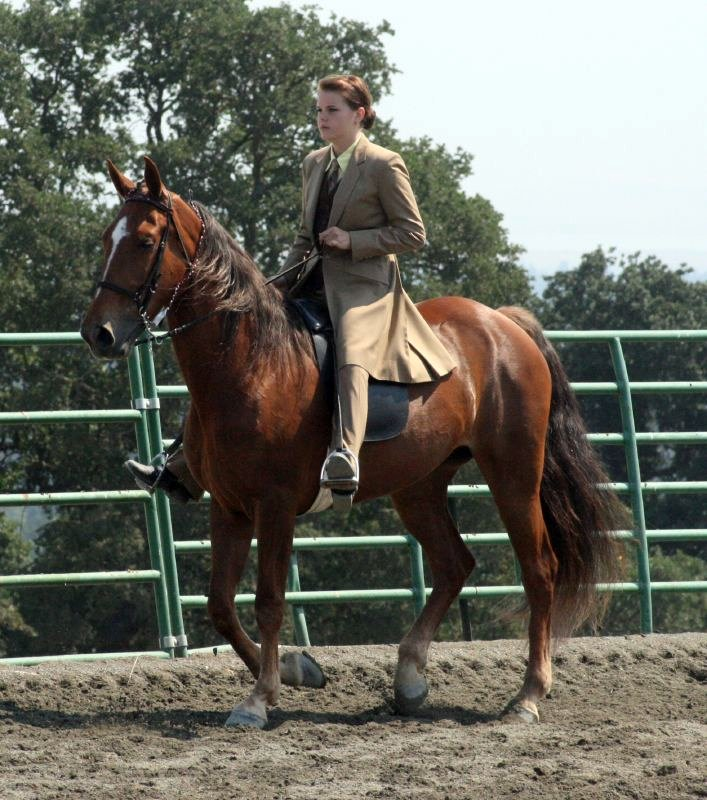
Vlotte stap

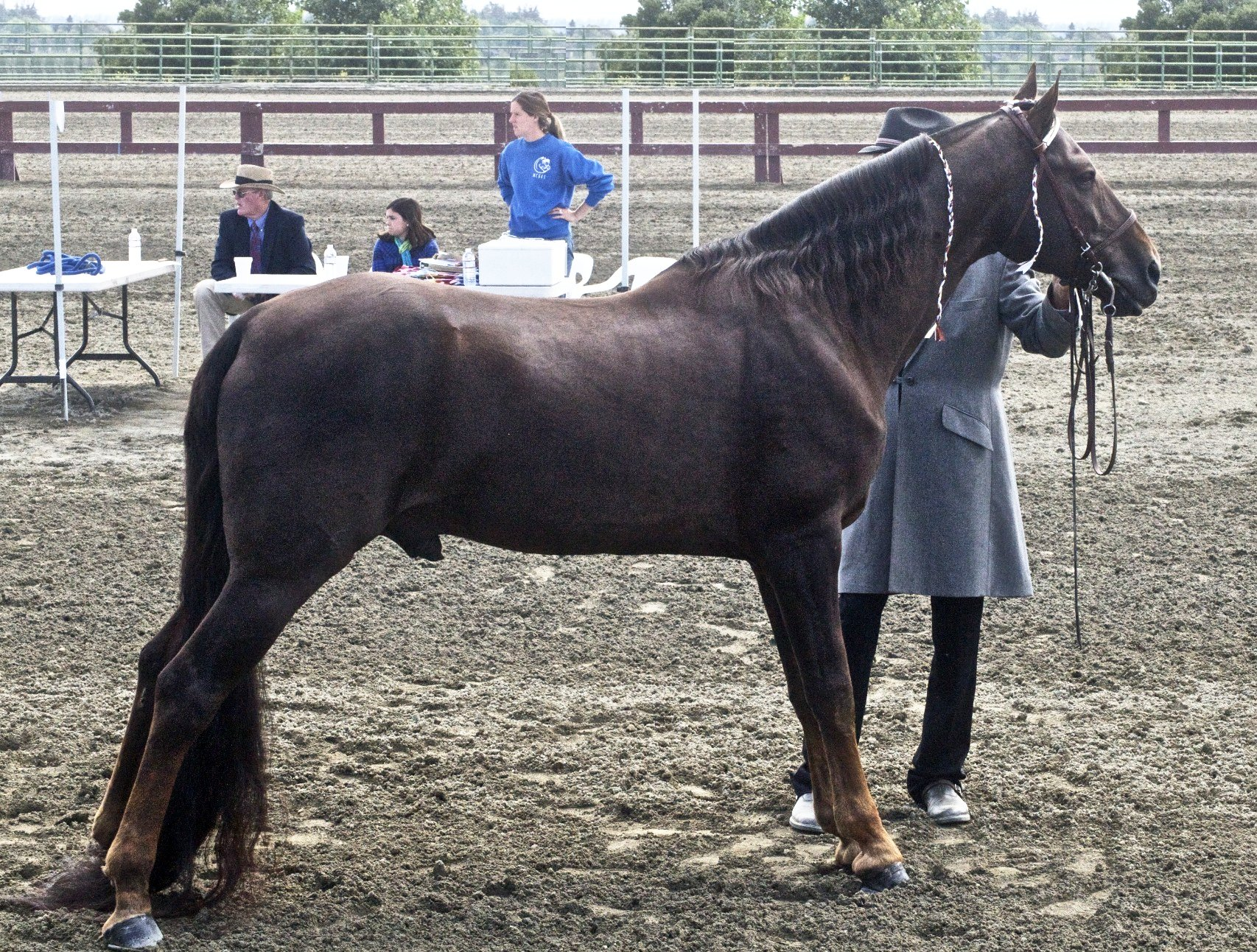
Presentatie

De Tennessee walking horse is een Amerikaans gangenpaard.

## Land van herkomst
Het paardenras is meer dan honderd jaar geleden ontstaan in midden Tennessee. De vroegere bewoners van deze regio, die oorspronkelijk uit Virginia, North Carolina en andere omliggende staten kwamen, brachten Amerikaanse dravers, morgans, Engelse volbloeden en Canadese en narragansett pacers met zich mee. Door de voordelen van deze rassen te combineren ontstond de basis voor de Tennessee walker, die zijn eigen specifieke eigenschappen ontwikkelde.

## Uiterlijk
De walker heeft een sierlijke hals, een redelijk korte rug, een schuine schouder, slanke maar sterke benen en harde hoeven. De walker heeft heldere ogen, prominente neusgaten en goedgevormde oren. De manen en staart worden doorgaans lang gelaten.
Zoals bij vele rassen heeft ook bij de walker een verandering in voorkomen plaatsgevonden. Hoewel het moderne, elegante showtype geliefd is bij vele mensen, koestert een aantal liefhebbers het zwaardere en oorspronkelijke type walking horse. Dankzij een aantal eigenzinnige fokkers zijn deze oude bloedlijnen bewaard gebleven en streeft men naar het behoud van dit oorspronkelijke type met zijn intelligente, mensgerichte karakter en veelzijdigheid. Dit type walker wordt ook wel Heritage Tennessee Walker genoemd, maar is geen erkende fokrichting binnen het stamboek. Zowel het modernere showtype, overigens ook directe afstammeling van de oorspronkelijke Foundation Horses, als de oudere bloedlijnen leveren prettig te rijden recreatiepaarden op, die uitstekend voor buitenritten gebruikt kunnen worden. Beide fokrichtingen hebben hun eigen aanhangers zowel in de Verenigde Staten als in Europa.

## Gebruik
De walker is oorspronkelijk gefokt met als gebruiksdoel het berijden, betuigen en licht werk op de boerderij. Doordeweeks liepen de paarden voor de ploeg, op zaterdag werden ze door de eigenaren onder het zadel gebruikt en op zondag liepen ze voor de koets om het gezin naar de kerk te brengen. Tennessee walking horses werden ook zeer populair bij de eigenaren van de zuidelijke katoenplantages, die ze plantation walkers noemden. De eigenaren hadden comfortabele paarden nodig waarmee ze de kilometerslange katoenplantagevelden konden inspecteren. De gangen van de Tennessee walker werden favoriet bij plattelandsdokters die vele uren op een paardenrug doorbrachten. Ook de reizende priesters, die van kerk tot kerk trokken, gaven de voorkeur aan deze snelle en comfortabele paarden. De komst van de auto en tractor maakte rigoureus een einde aan het oorspronkelijke gebruiksdoel van de walker.
Tegenwoordig is de Tennessee walker een populair recreatie-, endurance- en wedstrijdpaard in de Verenigde Staten. Zijn zeer mensgerichte karakter, bijzonder comfortabele gangen, uithoudingsvermogen en veelzijdigheid maken hem een ideale partner voor een grote groep ruiters. Ook in Europa neemt de populariteit van dit ras toe, mede dankzij de opkomst van gangenwedstrijden specifiek voor gangenpaarden. Daarnaast kunnen Tennessee walking horses ook succesvol in de endurance, mensport of bijvoorbeeld westernsport uitgebracht worden.

## Stokmaat
Variërend van ca. 1,50 m tot ca. 1,70 m.

## Karakter
Walkers worden omschreven als vriendelijke, mensgerichte en intelligente dieren die graag willen werken en presteren. Daarbij zijn ze vrij gemakkelijk in de omgang. De Tennessee walking horse heeft een prettig en zacht karakter en is voorwaarts en werklustig.

## Kleur
Het ras komt in alle kleuren voor waaronder bont maar ook champagne, een kleur die slechts bij weinig rassen wordt toegelaten.

## Bijzonder
De meest bijzondere eigenschap van de Tennessee walker is zijn comfortabele gangwerk. Naast de stap en galop (canter) kunnen zij ook in een flat walk en running walk lopen. Deze gangen zijn erfelijk en kunnen niet geleerd worden aan een paard dat ze niet van nature beheerst. De flat walk is een gelijkmatige viertakt gang in een vloeiende beweging, het hoofdschudden gaat ritmisch bij elke stap. Simpel gezegd is deze gang een versnelde stap, vergelijkbaar met snelwandelen, waarbij de achterhand dieper ondertreedt dan bij andere warmbloedrassen. De running walk is een snellere variant van de flat walk. Sommige walkers flapperen zelfs met hun oren of klikken met hun tanden in hetzelfde ritme mee. De draf wordt soms gezien als de walker zich vrij kan bewegen, maar is geen veelgebruikte gang bij dit paard.
Tijdens de running walk hebben de paarden een ruime overstap waarbij de achterhoef de afdruk van de voorhoef overtreft. Met snelheden van negen tot veertien kilometer per uur kan een walker dit tempo een lange tijd volhouden, zonder zichzelf of de ruiter te vermoeien. Tennessee walkers zijn naast hun galop (canter), ook bekend om hun rockingchair canter, een galop met een langzame, hoog rollende beweging, de 'schommelstoel-galop' dus. Alle gangen van de Tennessee walker zijn uitermate comfortabel zonder dat de ruiter het lichtrijden hoeft toe te passen.

## Stamboek
Het in 1935 opgerichte stamboek, de Tennessee Walking Horse Breeders' and Exhibitors' Association (TWHBEA), had anno 2005 zo'n vierhonderdduizend geregistreerde paarden in zijn bestand. Hiermee is de Tennessee walker, op de Paint na, het snelst groeiende paardenras wereldwijd. Aangezien het stamboek geen officiële rassenstandaard heeft, noch keuringen doorvoert, is de toekomst van het ras aangewezen op de verantwoordelijkheid van de fokkers. Elk veulen uit geregistreerde en bloedgetypeerde dan wel op DNA onderzochte Tennessee walking horses zal na deze ouderverificatie in het stamboek ingeschreven worden en kan dan in de fokkerij gebruikt worden.
Ook in Europa wordt er, zij het door een klein aantal stoeterijen en op beperkte schaal, gefokt met de Tennessee walking horse. Ook in Europa is daarmee het ras in aantal groeiende. Nederland telt ongeveer 70 Tennessee walkers, België ongeveer 20 stuks en dat aantal is stijgende. Duitsland heeft met ongeveer 500 stuks een relatief groot aantal walkers. Omringende landen zitten op enkele tientallen walkers per land. Het Amerikaanse stamboek ondersteunt alle afdelingen en organiseert wedstrijden.

## Training
Bij het aanleren van de hoge knieactie, die in de jaren 1950 enorm aan populariteit won, werden vaak wrede methodes gebruikt zoals het gebruiken van zware kettingen en het geven van pijnlijke behandelingen aan hoeven en benen. De zwaarste van deze methoden zijn nu verboden en er ontstonden groeperingen die zich inzetten voor paardvriendelijker manieren van trainen.